# Токсичний месник 3
«Токсичний месник 3: Остання спокуса Токсі» (англ. The Toxic Avenger Part III: The Last Temptation of Toxie) — американський супергеройський комедійний сплеттер фільм 1989 року, знятий Ллойдом Кауфманом і Майклом Герцем. Третя частина франшизи «Токсичний месник». Назва фільму посилає до «Останньої спокуси Христа» 1988 року.
У фільмі депресивний Токсі повинен зібрати достатньо коштів на операцію для своєї дівчини. Він погоджується працювати на корумповану хімічну корпорацію, аж поки не усвідомлює, що його бос — Диявол, який викликає його на смертельну дуель. 

## Сюжет
У Тромавілі знову настав спокій, і Мелвін Джунко, більш відомий як Токсичний Месник, занурився в депресію через те, що більше не може боротися зі злочинністю, а спроби працювати автомеханіком чи нянькою закінчуються невдачею. Проте у його сліпої дівчини Клер є шанс повернути зір завдяки революційній операції, що коштує 357 000 доларів.
Щоб зібрати потрібну суму, Токсі погоджується стати офіційним представником компанії «Apocalypse Inc.» — нью-йоркського хімічного гіганта, якому він колись протидіяв. Він навіть підписує контракт власною кров’ю. Після успішного проведення операції Клер вперше відкриває очі і ще більше закохується в свого героя.
Однак коли «Apocalypse Inc.» запускає агресивну рекламну кампанію своєї продукції, жителі Тромавіля в шоці спостерігають, як їхній колишній рятівник нібито стає соратником корпорації. Надуте его Токсі перетворюється на справжнього яппі, а спроби Клер його зупинити стають безуспішними. І тільки побачивши, як група дітей знущається з його плакатом, він усвідомлює масштаб змін. Згадавши слова, які чув у церкві, Токсі вирішує повернути місту його справжнього рятівника.
Відновивши довіру місцевих мешканців, він рветься до дії: усуває банду найманців «Apocalypse Inc.», що тримали заручників у відеомагазині Тромавіля. Потім його чекає зустріч з головою корпорації, який, розкриваючи свою справжню особу — Диявола з зеленою шкірою, кидає виклик улюбленій відеогрі «П'ять рівнів погибелі».
Перший рівень — «Земля»: Токсі занурюється в ґрунт, але, коли його голова знову виступає назовні, Мона Малфейр наказує одному з найманців за допомогою косарки спробувати відрубати йому голову, що, однак, не приносить успіху.
Другий рівень — «Вогонь»: І диявол, і Токсі опиняються в полум'ї. Жителі Тромавіля рятують героя, обливаючи його водою. Побачивши, що противник все ще палає і безглуздо сміється, Токсі вдається загасити вогонь, кмітливо використавши свою сечу.
Третій рівень — «Вітер»: Диявол викрадає дітей з міста, відправляє їх автобусом до гори та створює потужні пориви, що загрожують перевернути транспортний засіб. Прибувши до крайки обриву, Токсі організовує їхній порятунок. У цей же момент Мона, намагаючись знищити героя і дітей, гине під вагами падаючого автобуса.
Четвертий рівень — «Вода»: Героя занурюють у величезну калюжу, сподіваючись утопити його, проте Токсі рятується, застосувавши сумо-трюк, освоєний у Японії.
Фінальний рівень: Диявол перетворює Токсичного Месника назад на худорлявого Мелвіна, який знову стає жертвою знущань — цього разу з боку «Apocalypse Inc.» Коли Клер намагається втрутитися, вона знову втрачає зір. Тим часом, Мелвін піддається цькуванню, а Клер, повернувшись додому, знаходить у контракті пункт про розірвання угоди у разі божественного втручання. Незабаром з'являється ангел, маскуючись під посланця, і дарує Мелвіну сувій. На небі збираються хмари — починає лити дощ. Чудесним чином Мелвін повертається до образу Токсичного Месника, а Клер отримує можливість бачити.
У фінальній сутичці Мелвін перемагає диявола, здираючи з нього шкіру, що розкриває навколо тіла мишей та комах, а потім обезголовлює його, кинувши відрізану голову до Токіо, де місцевий репортер демонструє нову формулу для росту волосся. Після перемоги над «Apocalypse Inc.». Мелвін і Клер святкують, одружившись, і тепер вони назавжди – «монстр і дружина».

## Акторський склад
- Джон Альтамура — Мелвін Джунко / Токсичний Месник, колишній прибиральник, який мутував у супергероя
  - Рон Фаціо — озвучення Токсичного Месника
- Фібі Легер — Клер, сліпа подруга Месника
- Рік Коллінз — голова «Apocalypse Inc.» / Диявол
- Ліза Гей — Мона Мелфер, права рука голови «Apocalypse Inc.»
- Джессіка Дублін — місіс Джунко, мати Мелвіна
- Ден Сноу — Цигаркопикий, гангстер та давній ворог Токсі
- Фернандо Антоніо, Сильвестр Ковін, Вільям Декер, Джо Флейшакер, Марк Фусіле, Марк Аллан Гінзберг, Сел Ліоні, Даг Макдональд, Бенні Нівес, Каріім Реткліфф, Майкл Джей Вайт, Сьюзан Вітті, Джеремая Єйтс — члени «Apocalypse Inc.»

## Випуск
Прем'єра відбулася 10 листопада 1989 року у Нью-Йорку. Пізніше фільм був перевиданий у складі DVD-набору «Tox Box» та 7-дискового DVD-набору «Complete Toxic Avenger».

## Відгуки
Horror News: «Якщо ви великий шанувальник оригінального “Токсичного месника” і шукаєте щось нове, я б одразу ж спрямував вас до “Останньої спокуси Токсі”. Якщо, звісно, у вас не надто багато часу».